# Amphithéâtre morainique d'Ivrée

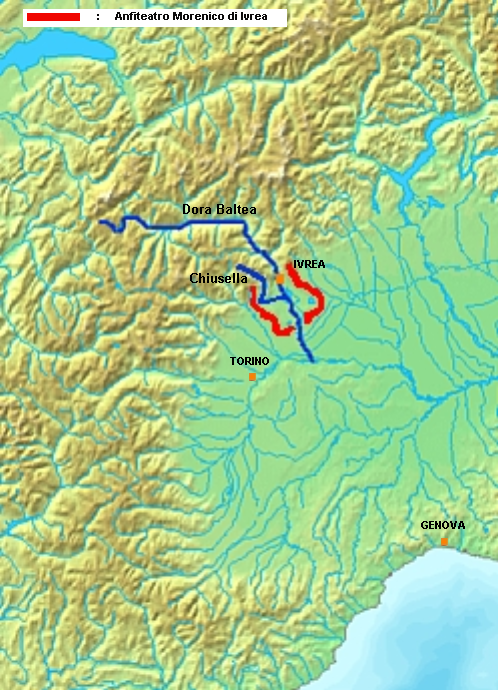
Emplacement de l'amphithéâtre morainique d’Ivrée

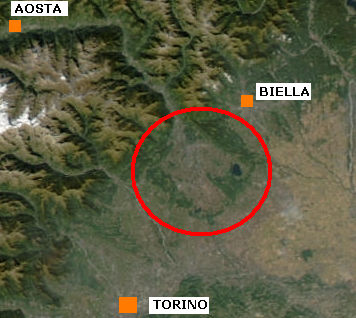
Photo satellite, le débouché de la vallée d'Aoste sur la plaine du Pô

L'amphithéâtre morainique d’Ivrée (AMI) est un relief de moraine d’origine glaciaire situé dans le Canavais, intéressant administrativement la province de Turin et plus marginalement, celles de Biella et de Verceil, région du Piémont en Italie.
L'AMI remonte à la période du quaternaire et fut créé par le transport de sédiments vers la plaine du Pô au cours du mouvement des grands glaciers qui parcouraient la vallée de la Doire Baltée. Avec une superficie supérieure à 500 km2, c’est, parmi les phénomènes morphologiques de ce type, un des mieux conservés au monde. Pour l’Italie, la superficie de l’amphithéâtre est seulement dépassée par celle qui entoure le lac de Garde.

## Orographie
La zone de l’amphithéâtre met bien en évidence les différentes poussées glaciaires qui ont accumulé d’importants dépôts de moraines.
- la moraine latérale gauche, dite Serra di Ivrea : cette formation, due à un glacier, est la plus grande existante en Europe[2]. La "Serra" a pour origine les pentes méridionales du Mombarone (2 371 m) et se dirige en ligne droite vers le sud-est sur environ 20 km s’amincissant sur les hauteurs qui entourent le lac de Viverone. Cette formation morainique a une série de crêtes dont la dénivellation, par rapport à la plaine interne de l’amphithéâtre, varie de 600 m dans la zone de Andrate à 250 m près Zimone.

- La moraine de droite, de forme plus régulière, présente des reliefs, d’une altitude maximale d’environ 800 m, situés entre Bairo et l’embouchure du torrent "Chiusella" dans la Doire baltée entre Strambinello et Baldissero Canavese, où la continuité de la chaîne s’interrompt.

- La moraine frontale est constituée d’une succession de collines qui s’étendent entre Agliè et Viverone pour être interrompue par le goulet de la Doire Baltée entre Mazzè et Villareggia. Près de Vialfrè, le Bric Vignadoma avec ses 520 m, est le point culminant de cette zone de moraine.

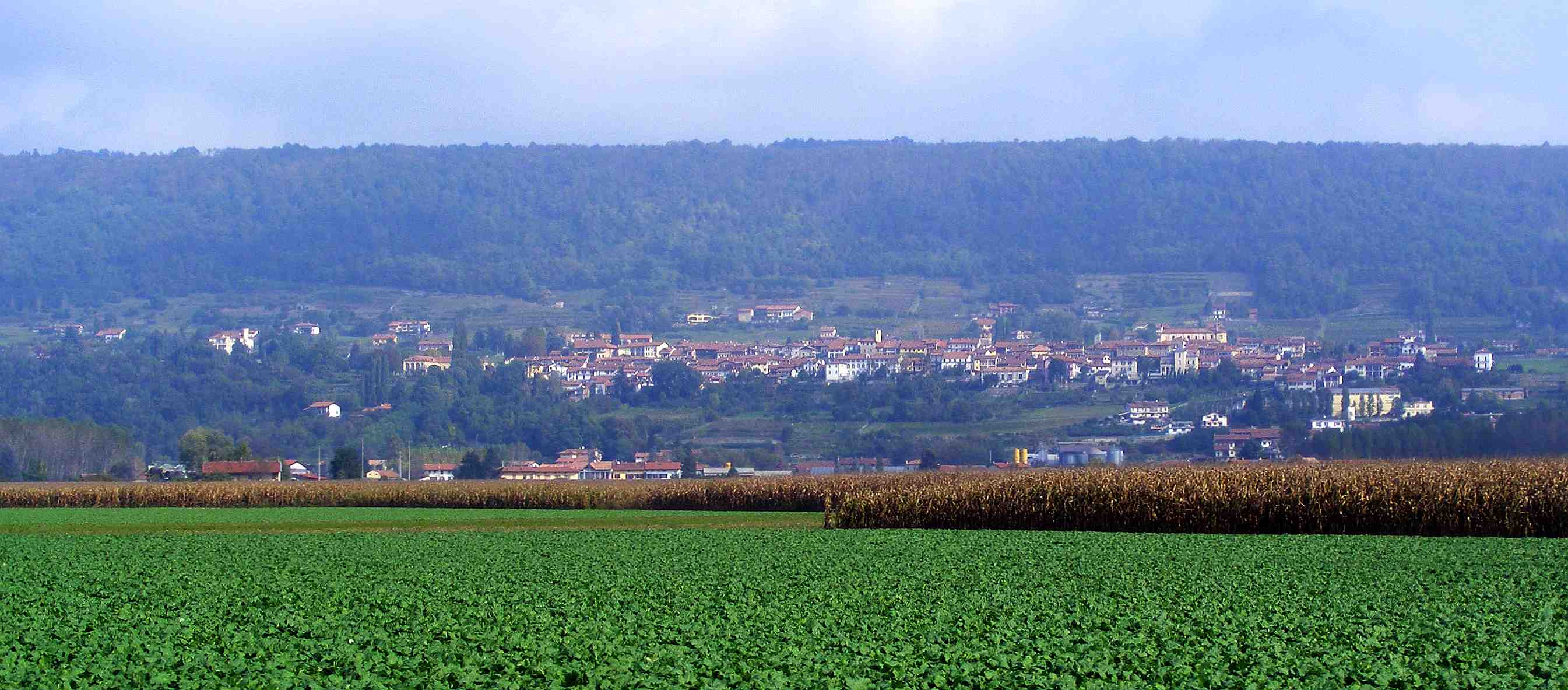
La plaine interne près de Piverone

- La plaine intérieure de l’amphithéâtre, dont les hauteurs varient de 210 à 270 m, est occupée par les centres urbains, dont Ivrée.

Selon la classification orographique de la Soiusa, les reliefs de droite de la Doire Baltée appartiennent aux Alpes grées (Massif de la Rose des Bancs). Les moraines de gauche font partie des Alpes bielleses, partie sud-est des Alpes pennines.

## Hydrographie

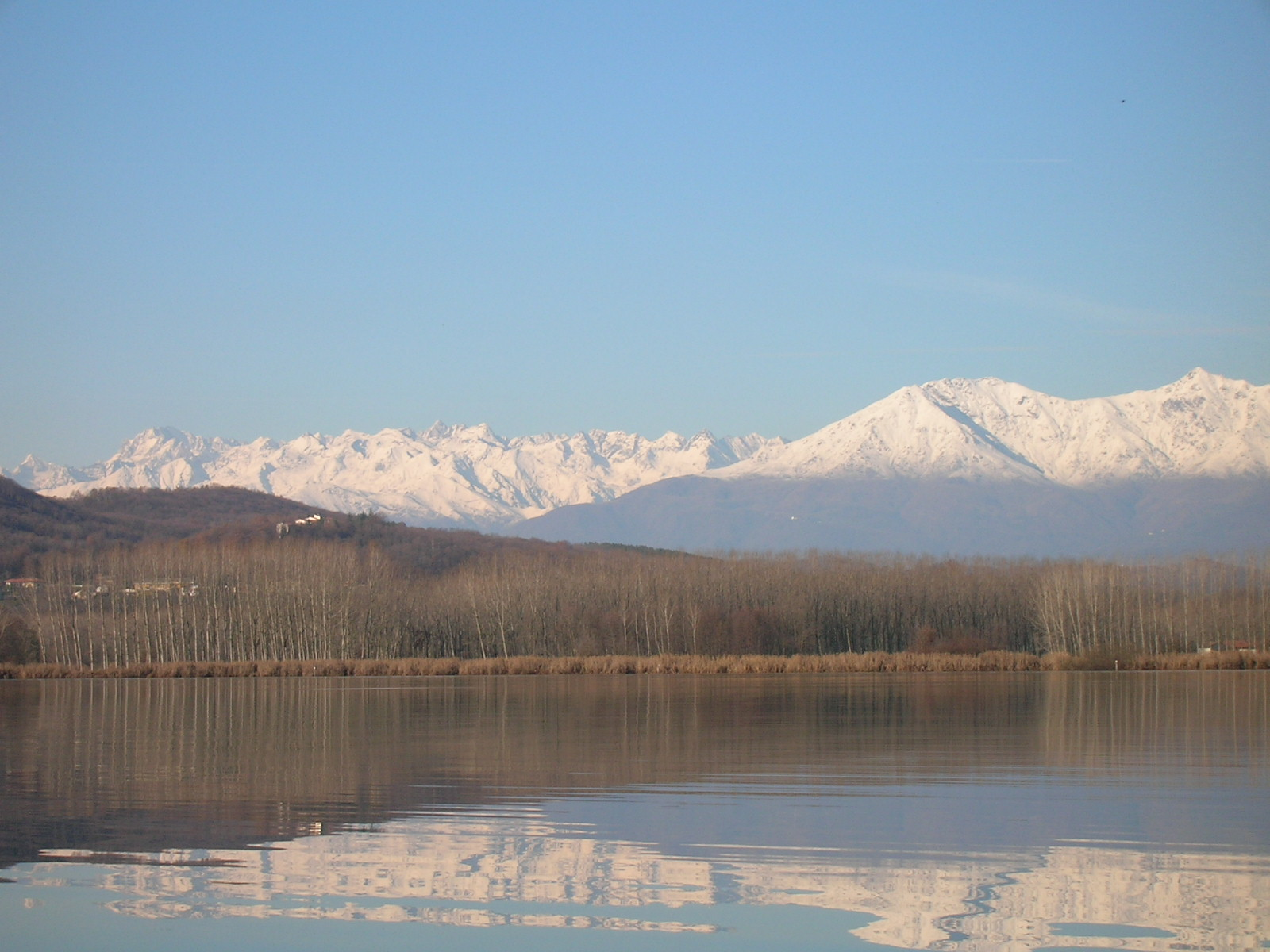
Le lac de Candia

L'AMI est traversé dans le sens nord-sud par la Doire Baltée qui reçoit les eaux du torrent Chiusella et d’autres cours d’eau mineurs, dont une partie est captée par le naviglio d'Ivrée pour l’irrigation des rizières de Verceil, puis dévié vers le bassin de la Sesia. Les versants opposés des collines de l’amphithéâtre sont mouillés par les bassins de l’Orco (à l’ouest) et de l'Elvo (à l’est).
Les bouleversements géologiques ont également formé des lacs dont le plus grand, le lac de Viverone est le troisième plus important du Piémont, d’autres plus petits comme les dits 5 laghi au nord d’Ivrée : lac Sirio (0,3 km2), lac d’Alice (0,1 km2), lac de Candia (1,5 km2) et ceux de Maglione et Moncrivello.
| Lac                | Sup. lac (km²) | Sup. bassin (km²) | Altit. m | Origine           |
| ------------------ | -------------- | ----------------- | -------- | ----------------- |
| Lac de Viverone    | 5,72           | 25,7              | 229      | morainique        |
| Lac de Candia      | 1,35           | 7,5               | 227      | morainique        |
| Lac Sirio          | 0,29           | 1,4               | 266      | érosion glaciaire |
| Lac de Bertignano  | 0,09           | 0,6               | 377      | morainique        |
| Lac Campagna       | 0,1            | 4,1               | 238      | érosion glaciaire |
| Lac Nero           | 0,1            | 1,3               | 299      | érosion glaciaire |
| Lac d’Alice        | 0,096          | 1,05              | 575      | érosion glaciaire |
| Lac de Moncrivello | 0,03           | 0,3               | 263      | morainique        |
| Lac San Michele    | 0,07           | 0,7               | 239      | érosion glaciaire |
| Lac Pistono        | 0,12           | 2,8               | 280      | érosion glaciaire |
| Lac de Meugliano   | 0,029          | 0,18              | 717      | morainique        |
| Lac de Maglione    | 0,05           | 2,7               | 251      | morainique        |

## Géologie
Les études sur la géologie de l’amphithéâtre s’étalèrent de 1877 à 1970. Conduites par plusieurs géologues et géographes italiens, elles relèvent les différentes phases d’évolution.

### Le substrat

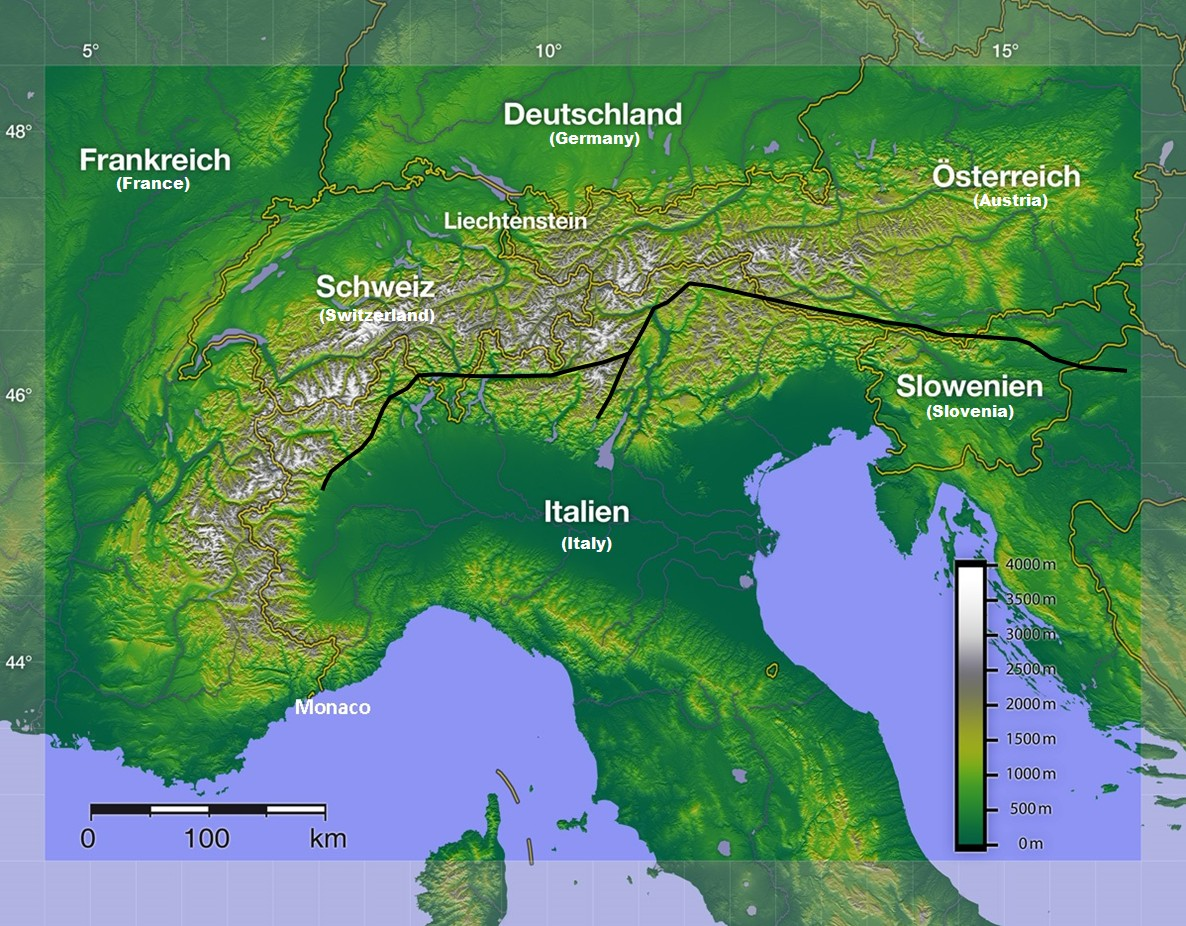
Ligne insubrienne-ligne de failles tectoniques.

Le substrat rocheux qui compose l’amphithéâtre morainique appartient à trois zones géologiques séparées par la ligne insubrienne (grande faille, résultat de la collision entre les plaques africaine et eurasiatique, qui ont formé les Alpes).
- Zone Sesia-Lanzo : Ligne de failles septentrionale située sur la partie nord du Canavais, composée principalement de micaschistes formés par la transformation de basses et moyennes roches sous l'influence du métamorphisme régional. Cela concerne le Mombarone et le mont Gregorio sur le côté opposé de la Doire Baltée.
- Zone du Canavais : près de Montalto Dora et des 5 laghi, du type de roches hétérogènes
- Zone Ivrée-Verbano : terrain composé d’un rare substrat rocheux de granulite qui, d’après les géologues, serait dû au voisinage de la croûte terrestre ; Phénomène appelé discontinuité de Mohorovičić qui révèle une importante unité tectonique caractérisée par des anomalies magnétiques et gravimétriques, directement liées au voisinage du manteau dont la couche se trouve directement sous la croûte terrestre.

### Les phases glaciaires

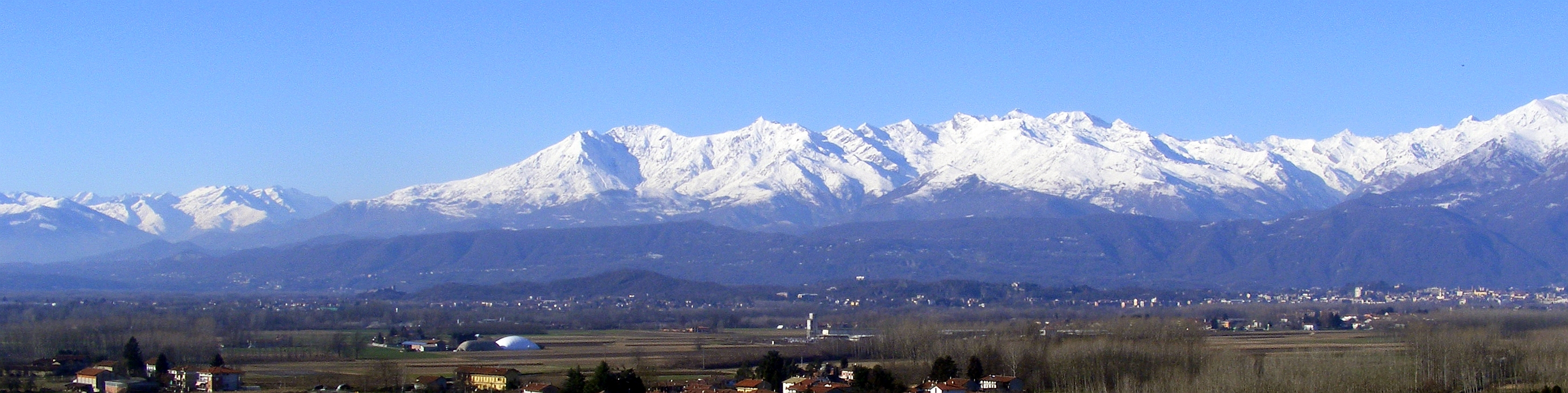
La moraine latérale droite vue du château de Albiano

Dans la phase finale du Pliocène, période précédant la formation de l’amphithéâtre morainique, la mer Adriatique occupait la dépression entre les Alpes et les Apennins, et l’actuelle plaine du Canavais se trouvait au fond d’une mer peu profonde qui s’étendait, outre la plaine du Pô, jusqu’à l’intérieur des vallées d'Aoste et de l'Orco, graduellement remplies de sédiments venant de l’érosion de la chaîne alpine.
L'amphithéâtre morainique d’Ivrée s’est formé durant le Pléistocène quand, à la suite de la diminution de la température et des précipitations sur l’arc alpin, les glaciers libérèrent de grandes masses de glace jusque dans les vallées, comme celle d'Aoste occupée à plusieurs reprises par le glacier Baltée transporté par le couloir du torrent Doire Baltée qui y déposa des sédiments depuis environ 700 000 ans.
Les mouvements des glaciers eurent aussi des effets sur les zones hors de l’amphithéâtre et particulièrement sur l’hydrographie. Les recherches paléo-géographiques ont montré que des torrents ont été déviés de leur cours par les dépôts alluvionnaires comme : les torrents Elvo, Oropa et le Cervo, dévié de la Doire baltée vers la Sesia.

### Les phases inter-glaciaires

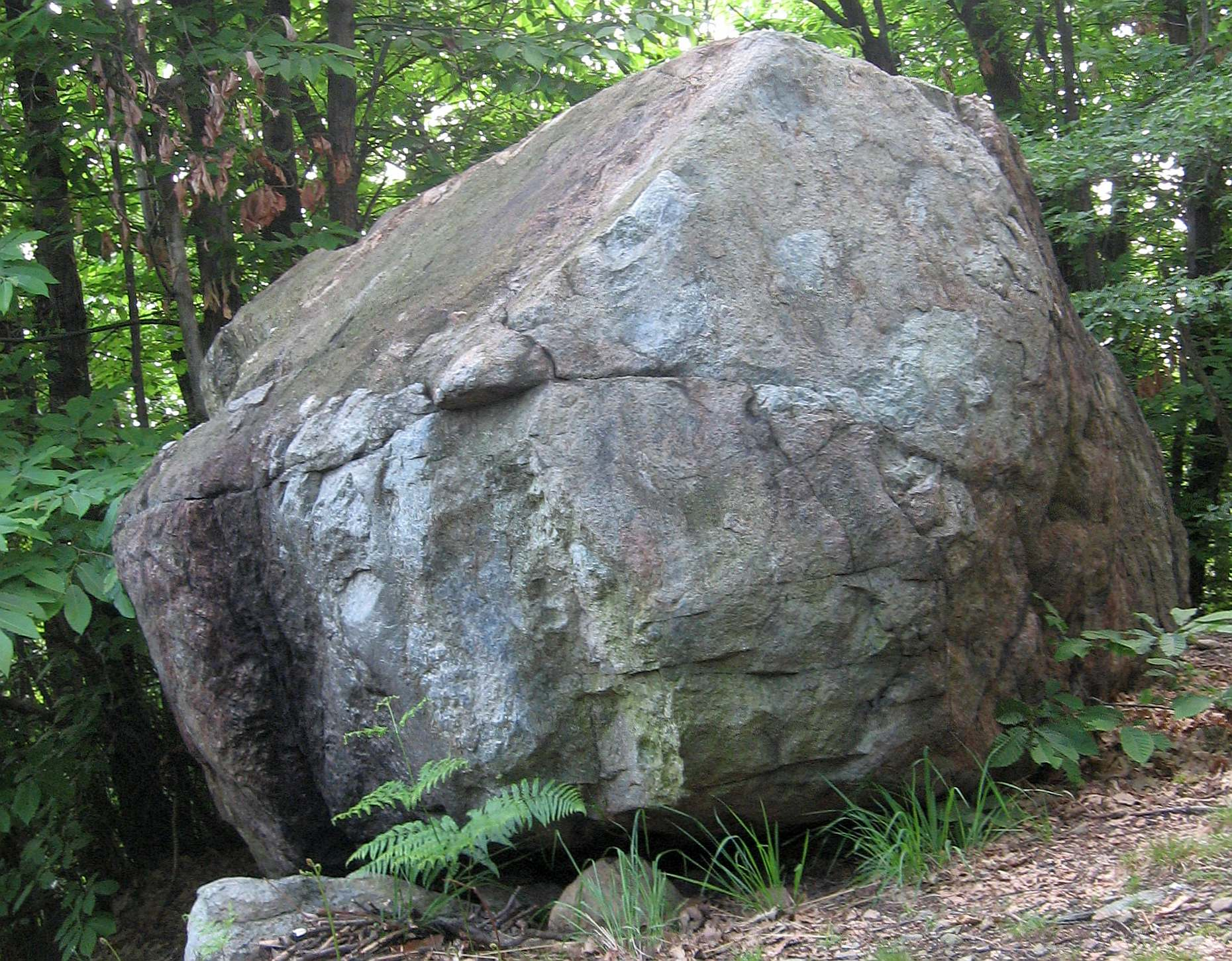
Bloc erratique sur le mont Orsetto

Excavation glaciaire et de cirque glaciaire

La période interglaciaire est l’espace de temps entre deux périodes glaciaires, qui est caractérisée, dans les zones montagneuses et pré-montagneuses, par le recul de la fonte des glaciers. Dans le cas de l’amphithéâtre d’Ivrée, les études géologiques sur les sédiments ont révélé qu’à chaque recul du glacier Baltée correspondait une phase lacustre plus ou moins généralisée. En effet, les eaux de fonte du glacier, celles de la Doire et de ses affluents étaient retenues par les amas (ensellements) causés par l’excavation glaciaire et la formation de cordons morainiques abandonnés après le recul du glacier.
Après la dernière glaciation (-150 000 ans), l’action érosive des torrents creusa les moraines les plus fragiles et friables, détournant ainsi le lit de la Chiusella vers celui de la Doire baltée.
Dans la période inter-glaciaire actuelle (début à -10 000 années), la Doire Baltée et ses affluents se frayèrent un chemin dans cet amas de moraine pour déboucher en plaine par un goulet entre Mazzè e Villareggia, laissant çà et là divers plans d’eau comme les lacs de Viverone et de Candia, ainsi que des zones ripariennes et des tourbières.

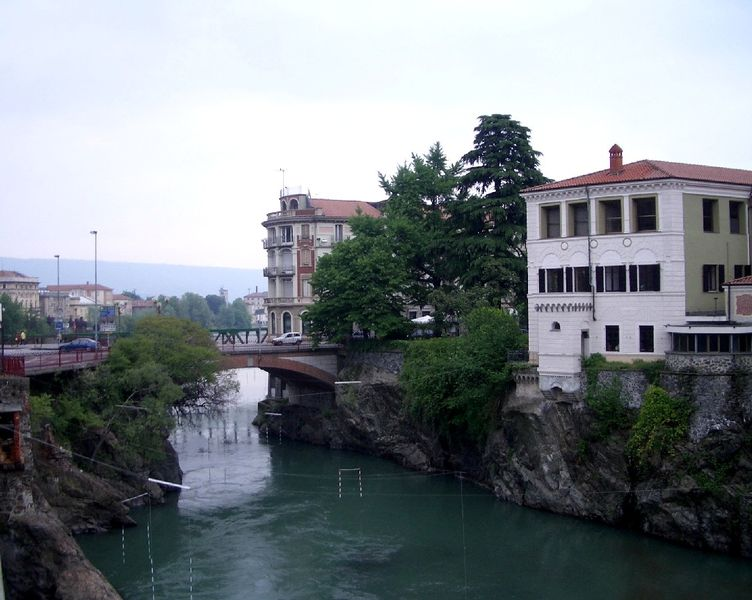
Le goulet de la Doire à Ivrée

Au fil du temps, la Doire qui s’écoulait sur la plaine par plusieurs méandres, éroda le sol en creusant un canal unique bien marqué, surtout entre Ivrée et Cascinette. Ce goulet d’étranglement occasionna en 2000, 2002 et 2008 de notables dégâts à la suite des fortes crues de la Doire.

## Paléobotanique
Avec la phase finale de la glaciation, les zones occupées par les glaciers se couvrirent peu à peu d’une végétation qui passa de l’herbe aux arbustes puis aux forêts comme l'a démontré l’étude des pollens extraits des sédiments des lacs de Viverone et d’Alice et leur datation par radiométrie. Ainsi depuis 20 000 années se sont succédé l'aulne blanc et le saule et une forêt de mélèzes autour du lac de Viverone, puis vers -14 000 ans, le réchauffement amena progressivement aux côtés des mélèzes, dans les zones au-dessus de 1 800 m, le pin sylvestre, le bouleau et le genévrier.

## La présence humaine et son impact

### Préhistoire

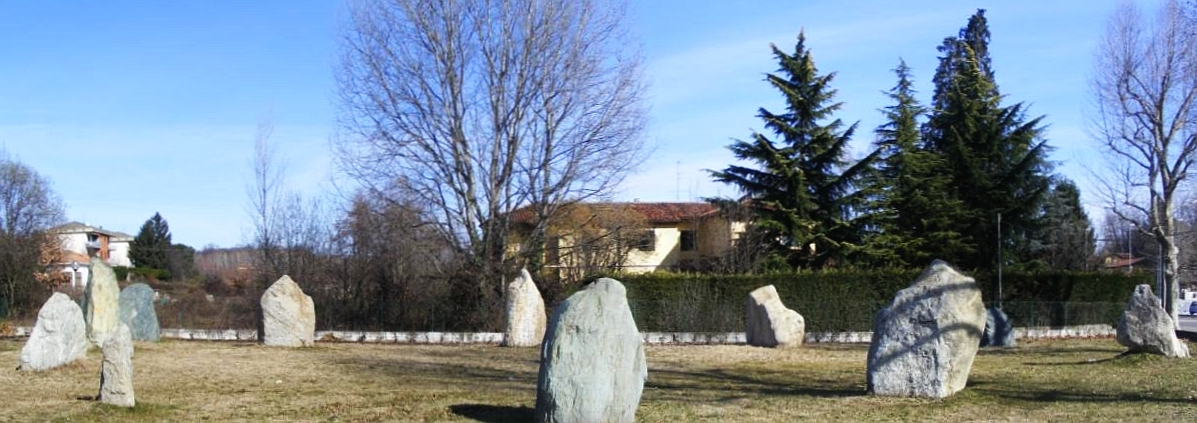
Les menhirs de Cavaglià

L’action érosive des glaciers ne permet pas de révéler la présence humaine dans l’amphithéâtre antérieurement au réchauffement. C’est à partir du Néolithique (-11 000 ans), phase finale de la glaciation, que la présence humaine se révèle au cours de l’âge du bronze et du fer, particulièrement autour du village de mégalithes de Viverone et du Bertignano, où quelques pirogues. furent découvertes

### Période romaine
À l’époque romaine le Canavais fut habité par les Salasses, peuple d’origine celtique dont le premier affrontement contre le consul Appius Claudius Pulcher remonte à 143 av. J.-C., mais la progressive pénétration économique de Rome permit, en –100, la fondation de la colonie romaine de Eporedia (l'actuelle Ivrée sur un village fortifié par les Salasses. En plaine et dans la vallée d'Aoste, la résistance de la population fut réduite en 25 av. J.-C. par l’empereur Auguste lequel, selon le récit de l’historien Strabon, fonda le municipium d’Augusta Pretoria (Aoste).
L’organisation de la zone de plaine se fit autour du schéma classique de la centuriation romaine, avec la répartition des terres délimitées par de petits canaux ou fossés orthogonaux.
À l’époque romaine, l’amphithéâtre eut son importance de par sa situation le long de la via Gallia qui, par Aoste (Augusta Praetoria) et les vallées alpines du Petit et du Grand-Saint-Bernard, reliaient la plaine du Pô avec la Gaule.

### Moyen Âge et Renaissance

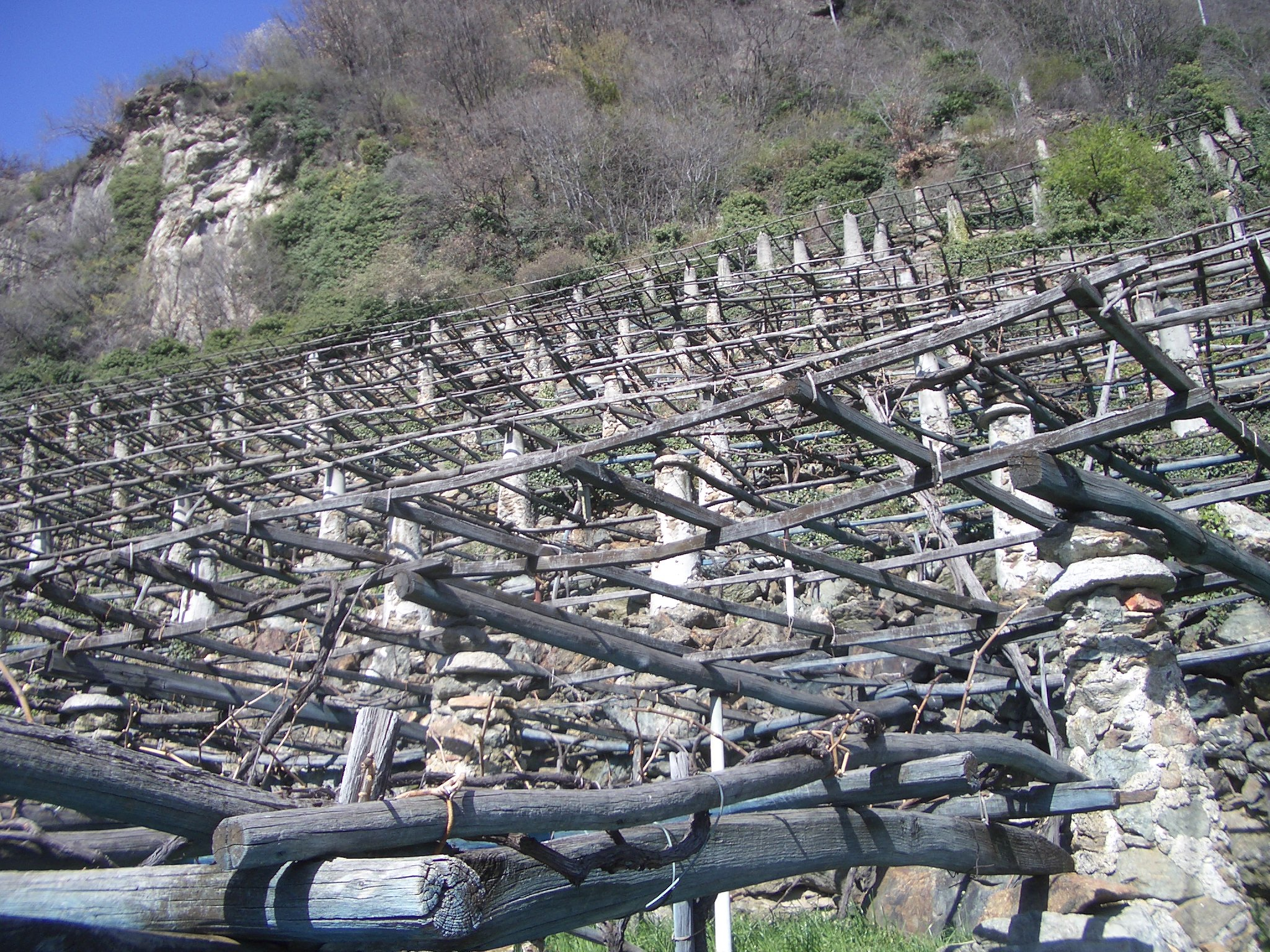
Les typiques tòpie (pergolas), pour la viticulture traditionnelle canavaise

La période de crises qui suivit la chute de l'Empire romain et du haut-Moyen Âge, le Canavais connut des travers politiques et économiques, passant de main en main pour finir à la maison de Savoie en 1356.
Depuis l’Antiquité, le Canavais était traversé par la via Francigena, une importante voie de communication qui permettait aux pèlerins d’Europe centrale de rejoindre la cité de Rome. Cette voie de pèlerinage occasionna non seulement la construction de chapelles et d’édifices religieux, mais aussi de châteaux et de villages sur les hauteurs facilement défendables et loin des zones marécageuses.
L’optimum climatique médiéval (réchauffement climatique de l’an mil) permit, outre la viticulture déjà présente avant l’arrivée des Romains, la culture de l’olivier. La stabilité politique de cette époque redonna un essor économique et permit la réalisation du naviglio d'Ivrée ; canal navigable ordonné par Amédée VIII de Savoie, d’après les dessins Léonard de Vinci, reliant la cité d’Ivrée à celle de Verceil et qui permettait ainsi d’en irriguer la campagne.

### Ère moderne et contemporaine

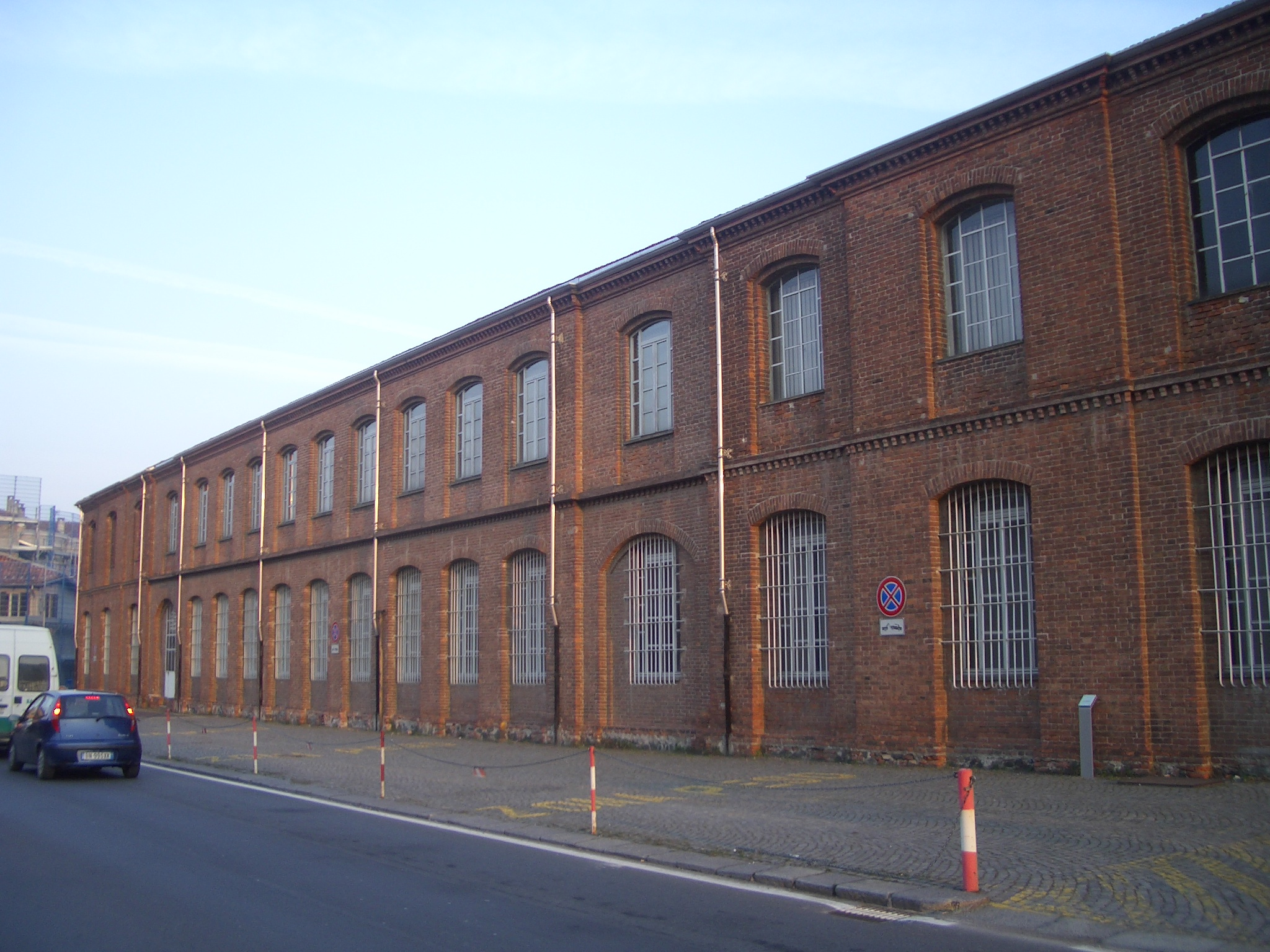
Ivrée: le premier établissement Olivetti

La période dite du petit âge glaciaire, refroidissement climatique du début du XIVe au milieu du XIXe siècle causa la disparition de l’olivier, mais l’augmentation de la population permit le maintien de la viticulture et occasionna l’assainissement des zones humides et l’exploitation des tourbières de l’amphithéâtre.
La période d’après guerre vit l’abandon progressive de l’agriculture provoqué par l’industrialisation et le reboisement des collines les moins exposées, alors que les autres sont conservées pour une viticulture traditionnelle en pergola.
Le réseau routier s’enrichit de la liaison autoroutière par l'autoroute A5 Turin-Aoste et la A4/A5 – Dérivation Ivrea-Santhià, qui la relie à l’autoroute A4 Turin-Milan.

## Protection de la nature

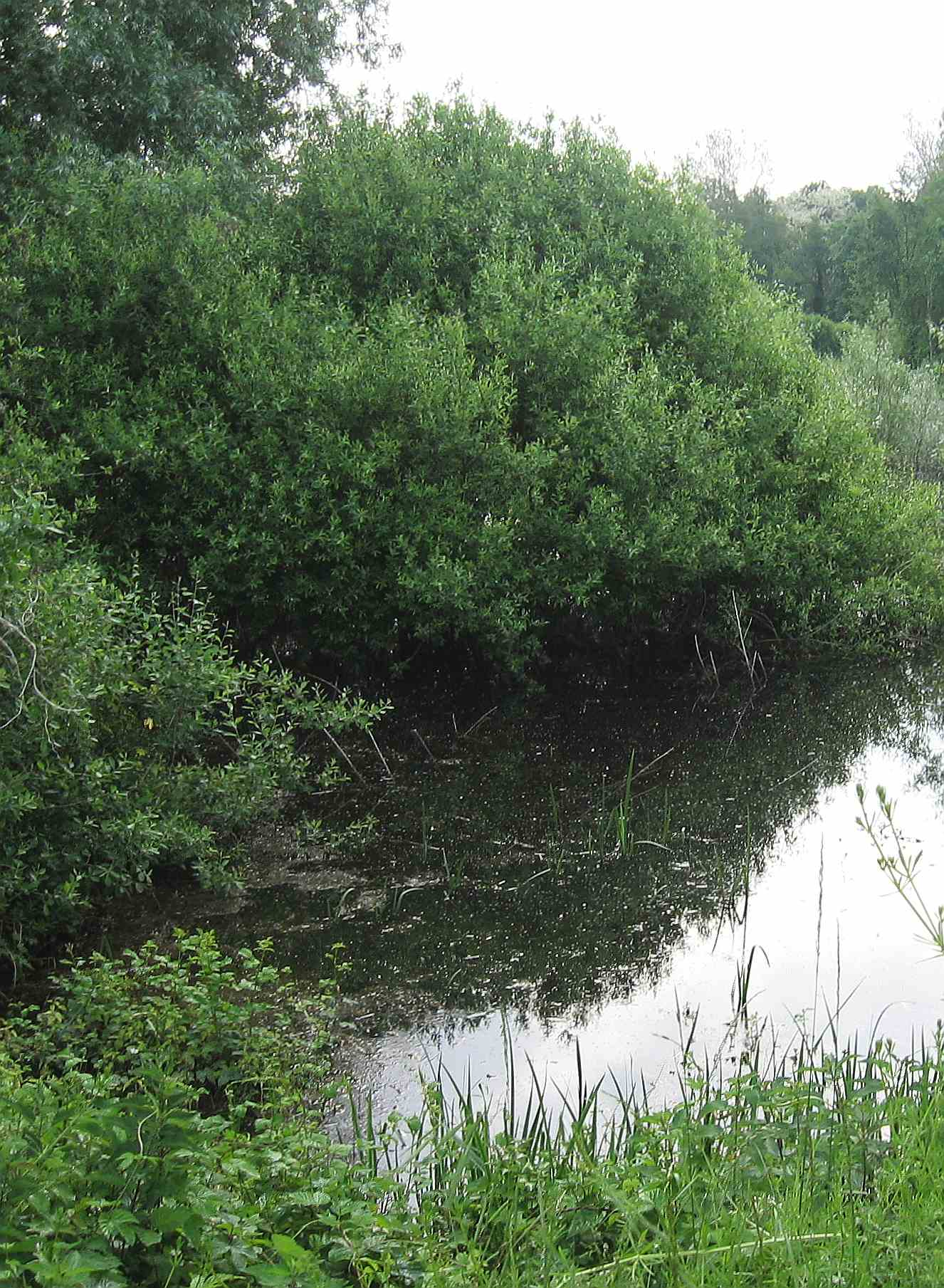
Zone humide du SIC (lac de Bertignano)

Étant donné l’importance des collines morainiques et des zones humides qui couvrent une grande partie de l’amphithéâtre et l’aspect nature et écologie ; la région du Piémont a institué en 1995 le parc naturel d’intérêt provincial du lac de Candia. Ainsi que les sites d’intérêt communautaire (ZNIEFF)  : lac de Viverone, lacs d’Ivrée, lacs de Meugliano et lac d'Alice, Scarmagno - Torre Canavese (Moraine droite d'Ivrée), Serra di Ivrea, lacs de Maglione et Moncrivello, étang de Settimo Rottaro, bois et marais de Bellavista, marais de Romano Canavese en province de Turin, et le lac de Bertignano (Viverone) et Étang en province de Biella.

## Tourisme et sport
La fréquentation touristique est présente sur le lac de Viverone et le lac Sirio, par des aires de camping, des hôtels et restaurants. Les eaux sont balnéaires et, dans le cas du Viverone, une ligne publique de navigation relie les principales cités de la côte. Plusieurs associations publiques et privées permettent la découverte de ce site unique, soit par des spectacles, des excursions organisées, des randonnées pédestres et à cheval tout autour de l’amphithéâtre.

## Sources
- (it) Cet article est partiellement ou en totalité issu de l’article de Wikipédia en italien intitulé « Anfiteatro morenico di Ivrea » (voir la liste des auteurs).